# 靜岡新聞·靜岡放送東京支社大廈

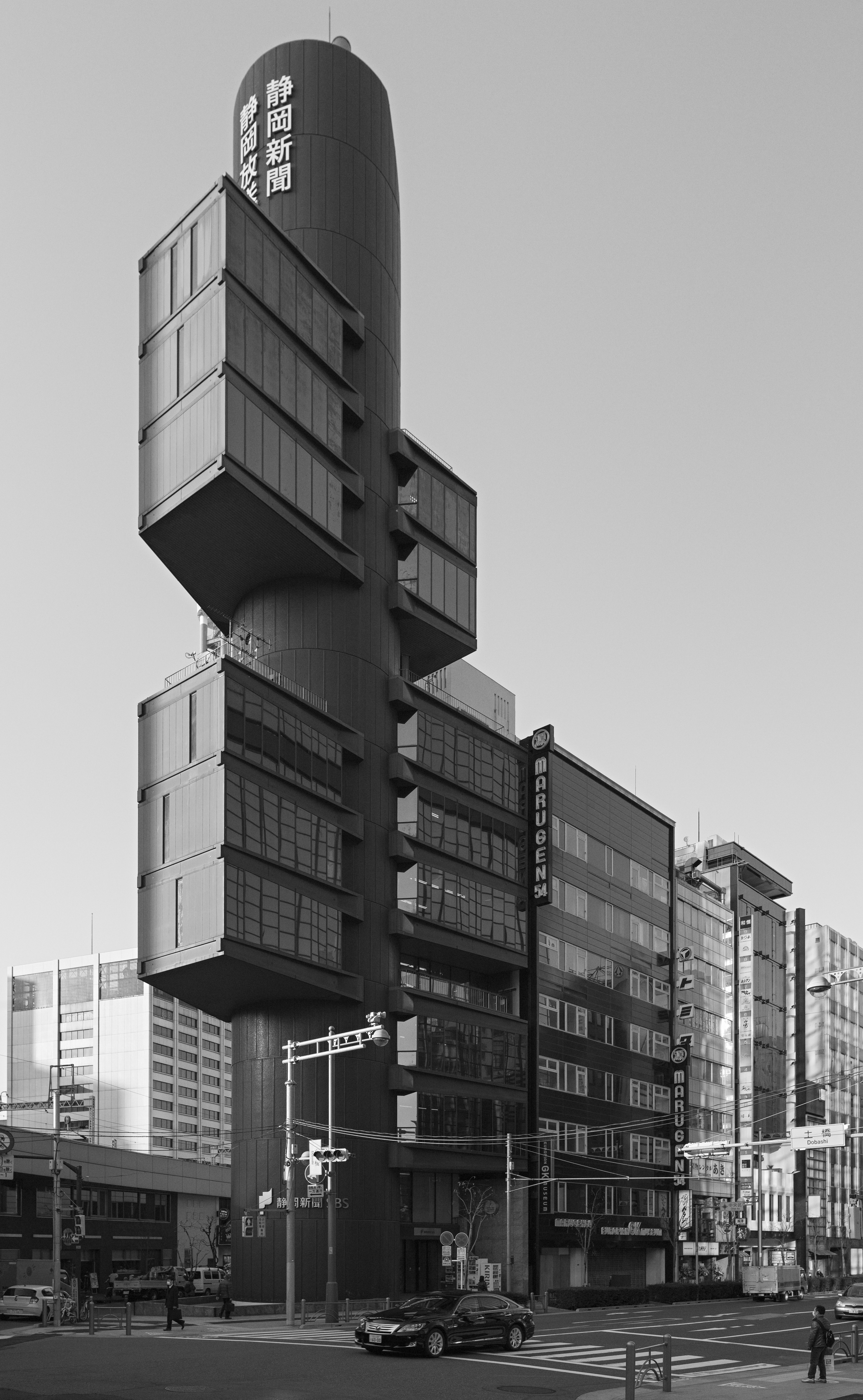
靜岡新聞·靜岡放送東京支社大廈

靜岡新聞・靜岡放送東京支社大廈（日语：静岡新聞・静岡放送東京支社ビル，しずおかしんぶん・しずおかほうそうとうきょうししゃビル）是位於日本東京都中央區銀座八丁目的一座建築，靜岡新聞及靜岡放送的東京分公司位於這座建築內。此外山梨日日新聞、山梨放送的東京支社也位於這座建築的4至5層。大廈由丹下健三設計。